# Хиндуси
Хиндуси су особе културно, етнички или религиозно везане за хиндуизам. Кроз историју термин се користио као географски, културни и касније религијски идентификатор за људе који живе на Индијском потконтиненту.
Историјско значење термина хинду се развијало временом. Почевши од персијских и грчких референци на земљу Индуса у 1. миленијуму прије н. е, кроз текстове средњовјековне ере, термину хинду подразумијевао је географски, етнички или културни идентификатор за људе који живе на Индијском потконтиненту око или изван ријеке Синду (Инд). До 16. вијека, термин се почео односити на становнике потконтинента који нису били туркијског поријекла или муслимани.
Историјски развој хиндуистичког идентитета унутар мјесног становништва Јужне Азије, у религијском или културном смислу, није јасан. Конкурентске теорије кажу да се хиндуистички идентитет развио током британске владавине или да се можда развио послије 8. вијека послије исламске инвазије и средњовјековних хинду-муслиманских ратова. Осјећај хиндуистичког идентитета и термин хинду јављају се у неким текстовима који датирају између 13. и 18. вијека на санскрту и бенгалском. Индијски пјесници из 14. и 18. вијека, попут Видјапатија, Кабира и Екната, користили су фразу хинду дарма (хиндуизам) као супротност турака дарма (ислам). Хришћански мисионар Себастијен Манрикве користио је термин ’хинду’ у религијском смислу 1649. године. У 18. вијеку, европски трговци и колонисти почели су да сљедбенике индијске религије користе назив хиндуси, за разлику од назива мохамеданци за Могуле и Арапе који су практиковали ислам. Средином 19. вијека, у колонијалним оријенталистичкима текстовима прављена је разлика хиндуса од будиста, сика и ђаиниста, али колонијални закони су наставили да сматрају да су сви они обухваћени термином хинду све до средине 20. вијека. Научници наводе да је обичај разликовања хиндуса, будиста, ђаиниста и сика савремени феномен.
Са више од 1,03 милијарде, Хиндуси су трећа по бројности скупина на свијету, послије хришћана и муслимана. Огромна већина Хиндуса, отприлике 966 милиона, живи у Индији, према попису становништва у Индији 2011. године. Послије Индије, сљедећих 9 земаља је са највећом хиндуистичком популацијом: Непал, Бангладеш, Индонезија, Пакистан, Шри Ланка, Сједињене Америчке Државе, Малезија, Уједињено Краљевство и Мјанмар. Они заједно чине 99% свјетске хиндуистичке популације, а остале земље заједно око 6 милиона према подацима из 2010. године.